# YOUTH (방탄소년단의 음반)
《YOUTH》(유스)는 대한민국의 보이 밴드 방탄소년단의 2번째 일본 스튜디오 음반으로서, 2016년 9월 7일 출시되었다. 이 음반에는 13개의 트랙이 있다.

## 에디션
아래의 두 에디션 버전 모두 전체 곡과 처음 에디션 앨범들의 포토카드가 수록되어 있다.
- 음반 + DVD 에디션 (PCCA-4434)
- 정규 에디션 (PCCA-4435)

## 곡 목록
1. "Introduction : Youth" (2:16)
2. "Run" (일본어 버전) (3:55)
3. "Fire" (일본어 버전) (3:24)
4. "Dope" (超ヤベー) (일본어 버전) (4:05)
5. "Good Day" (4:25)
6. "Save Me" (일본어 버전) (3:19)
7. "フンタン少年団" (Boyz with Fun) (일본어 버전) (4:06)
8. "ペップセ" (Baepsae) (일본어 버전) (3:55)
9. "Wishing on a star" (4:29)
10. "Butterfly" (일본어 버전) (4:04)
11. "For You" (4:39)
12. "I Need U" (일본어 버전) (3:33)
13. "EPILOGUE : Young Forever" (일본어 버전) (2:54)

## 출시 역사
| 나라 | 날짜           | 포맷                | 레이블    |
| ---- | -------------- | ------------------- | --------- |
| 일본 | 2016년 9월 7일 | CD, 디지털 다운로드 | 포니 캐년 |